# Bakera nigrobilineata
Bakera nigrobilineata är en insektsart som först beskrevs av Melichar 1923.  Bakera nigrobilineata ingår i släktet Bakera och familjen dvärgstritar.
Artens utbredningsområde är Filippinerna. Inga underarter finns listade i Catalogue of Life.